# Гаял
Гаял (Bos frontalis) — вид одомашненных азиатских быков; разновидность гаура.
Общая длина тела гаяла достигает 3,6 метра, из которых 80 см приходится на хвост; высота в плечах 1,5—1,6 метра. Самка мельче, стройнее, с более короткими рогами. Лоб чрезвычайно широкий; очень толстые, конические, слабо изогнутые рога направлены в стороны и назад. Маленькие, глубоко сидящие глаза; большие, прямо стоящие, приострённые уши. Загривок выдается в виде горба. Подгрудка на шее нет, или самый незначительный. Короткая, густая, гладкая, блестящая шерсть равномерно покрывает все тело, слегка удлиняясь на нижней стороне шеи; хвост оканчивается густой кистью. Господствующий цвет чёрный; на лбу волосы серые или грязно-бурые; подбородок, углы рта и узкий край верхней губы белые.

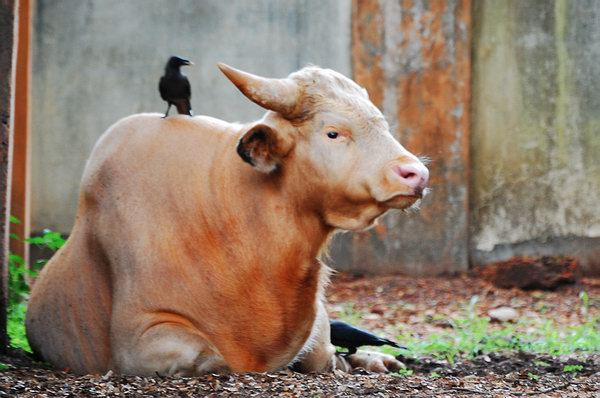
Гаял

Родина гаялов — гористые местности на восток от Брахмапутры вплоть до Мьянмы, где он держится стадами в лесах и карабкается с большой ловкостью по горам и скалам. Пасется утром, вечером и в светлые ночи; днем забивается от жары в чащу, любит воду, но избегает болот и грязи. Гаялы отличаются мирным и доверчивым нравом; на человека никогда не нападают. В Индии много веков держат их в неволе, частью поддерживая чистую породу, частью скрещивая их с другими породами скота; кроме того, там постоянно ловят ещё и диких гаялов и приручают их. Их мясо и молоко очень ценятся.
Попытки разводить гаялов в местностях западнее не удаются, они не привыкают к жизни на равнине. Почти со всеми породами домашнего рогатого скота, в том числе с зебу, гаялы скрещиваются и дают плодовитое потомство.
Помимо этого люди используют одомашненных гаялов в качестве тягловой силы.